# Christian Alexander Platou
Christian Alexander Platou (* 8. Dezember 1779 in Hillerød; † 18. Dezember 1827 in Nuuk) war ein dänischer Kaufmann und Inspektor in Grönland.

## Leben
Christian Alexander Platou war der Sohn des Pastors Michael Platou (1746–1808) und seiner Frau Johanne Ottone Broch (1756–1825). Er war das dritte von sechs Kindern der Familie. Der älteste Bruder war bei der Geburt gestorben. Das zweite Kind Christian Alexander starb 1779 im Alter von anderthalb Jahren. Nach dem einige Monate später geborenen Sohn Christian Alexander folgten ein weiterer bei der Geburt gestorbener Sohn, die Tochter Anne Magdalene Susanne, die 1789 im Alter von vier Jahren starb, und schließlich Carl Frederick Christian Platou (1792–1828), der die Kindheit überlebte, aber unverheiratet starb. Die Familie lässt sich bis zu Christian Alexanders Ururgroßmutter Barbara Michelsdatter zurückführen, die vermutlich im 17. Jahrhundert mit ihrem Bruder aus Altenplathow (daher der Nachname) nach Kopenhagen eingewandert war und dort einen niederländischen Schiffsbauer geheiratet hatte.
Christian Alexander Platou schloss 1796 die Schule in Frederiksborg (d. h. Hillerød) ab. 1803 trat er in Dienste von Den Kongelige Grønlandske Handel und wurde als Handelsassistent in Qaqortoq angestellt. Bereits ein Jahr später wechselte er nach Nuuk, wo er 1805 zum Kolonialverwalter befördert wurde. 1811 wurde er wegen schlechter Wirtschaftung zum Assistenten degradiert und in Maniitsoq angestellt und wechselte im Folgejahr nach Sisimiut. Von 1819 bis 1820 befand er sich auf Urlaub in Dänemark. 1821 wurde erhielt er die Stelle als Kolonialverwalter in Nuuk zurück. Nach dem Tod von Inspektor Marcus Nissen Myhlenphort Ende 1821 setzte der nordgrönländische Inspektor Platou Anfang 1822 kommissarisch als Inspektor von Südgrönland ein. Nur ein Jahr übernahm Arent Christopher Heilmann das Amt ebenfalls kommissarisch, aber wegen schlechter Gesundheit trat er schon 1824 wieder zurück, woraufhin Christian Alexander Platou wieder übernahm und am 16. März 1824 fest zum Inspektor ernannt wurde. Auch seine Gesundheit litt jedoch, sodass er im Sommer 1827 um seinen Rücktritt bat. Das Rücktrittsgesuch konnte jedoch nicht mehr angenommen werden, da er nur wenige Monate später kurz nach seinem 48. Geburtstag im Amt verstarb. Als sein Nachfolger wurde Ove Valentin Kielsen eingesetzt, bevor der nordgrönländische Inspektor Carl Peter Holbøll 1828 nach Südgrönland wechselte.
Christian Alexander Platou war mit der Grönländerin Bolette Margrethe Raun (1782–1833) liiert, Tochter des dänischen Kolonialverwalters Hans Henrik Raun (um 1731–1801) und seiner grönländischen Frau Esther (um 1740–1795). Das Paar hatte vier Kinder und er ist der Stammvater der grönländischen Familie Platou. Sein Neffe 2. Grades Peter Ludvig Platou (1819/22–1853) war von 1847 bis 1851 in Handelsdiensten in Grönland tätig.